# Höherer Küsten-Artillerie-Kommandeur Griechenland
Der Höhere Küsten-Artillerie-Kommandeur Griechenland war eine Dienststellung des Heeres der Wehrmacht.

## Geschichte
Am 4. Juni 1942 wurde der Höhere Küsten-Artillerie-Kommandeur Griechenland durch Umbildung des Artillerie-Kommandeurs (mot.) 142 (Arko 142) gebildet. Der Arko 142 war am 20. Januar 1941 im Wehrbereich Prag aufgestellt und als Heerestruppenteil im Balkan eingesetzt worden. Von Mitte Dezember 1941 bis Ende August 1942 war Oberst/Generalmajor Fritz Krause Arko 142 bzw. Höhere Küsten-Artillerie-Kommandeur Griechenland.
Der Höhere Küsten-Artillerie-Kommandeur Griechenland kam als Heerestruppenteil nach Griechenland und wurde am 25. April 1943 Höherer Artillerie-Kommandeur 314.
Der Höhere Artillerie-Kommandeur 314 kam wieder auf den Balkan zum Einsatz. Von März 1944 bis kurz vor Kriegsende war der Generalmajor Erich Scholz Höherer Artillerie-Kommandeur 314.